# 金融岛西站
金融岛西站是郑州地铁6号线的地铁车站，位于中华人民共和国河南省郑州市郑东新区（行政区划属于金水区）龙湖金融岛西部，于2024年11月30日正式投入运营。

## 车站结构
金融岛西站主体结构位于龙湖金融岛西端地下，呈南北向布置，为地下二层车站，其中B1层为站厅层，B2层为站台层。
| 1F  | 地面     | 所有出入口                                       | 所有出入口                                       | 所有出入口                                       |
| B1F | 站厅     | 客服中心、自动售票机、安全检查、闸机、车站控制室 | 客服中心、自动售票机、安全检查、闸机、车站控制室 | 客服中心、自动售票机、安全检查、闸机、车站控制室 |
| B2F | █ 6号线  | 往清华附中方向（清华附中）                       | 往清华附中方向（清华附中）                       | 往清华附中方向（清华附中）                       |
| B2F | 岛式站台 | 卫生间                                           | 至站厅                                           |                                                  |
| B2F | █ 6号线  | 往贾峪方向（小营）                               | 往贾峪方向（小营）                               | 往贾峪方向（小营）                               |

### 站厅
金融岛西站的站厅位于B1层，设有客服中心、自动售票机、安全检查、车站控制室等设施。站厅由闸机和栏杆分隔为付费区和非付费区，付费区内设有自动扶梯、步梯和无障碍电梯连接站台层。

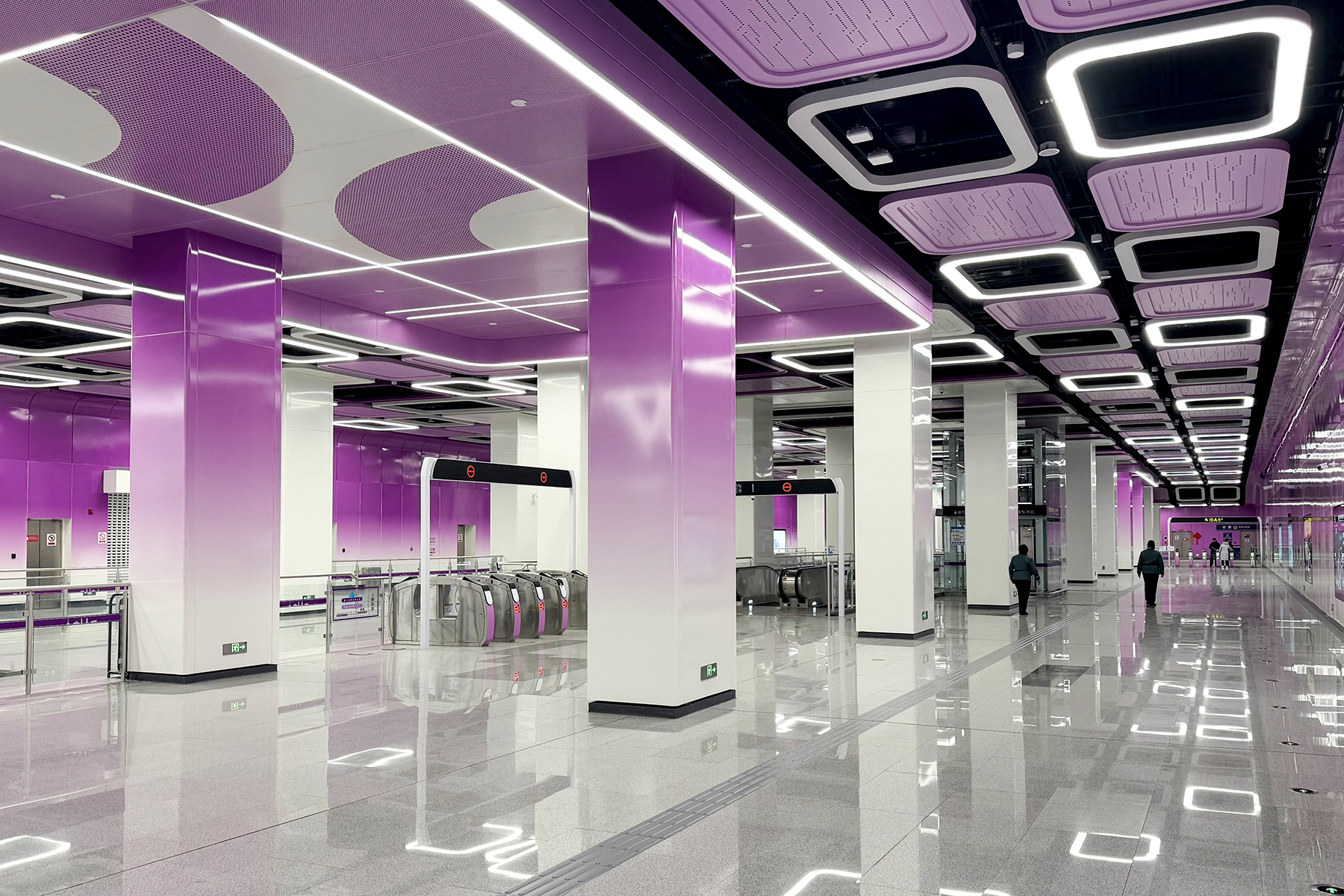
站厅
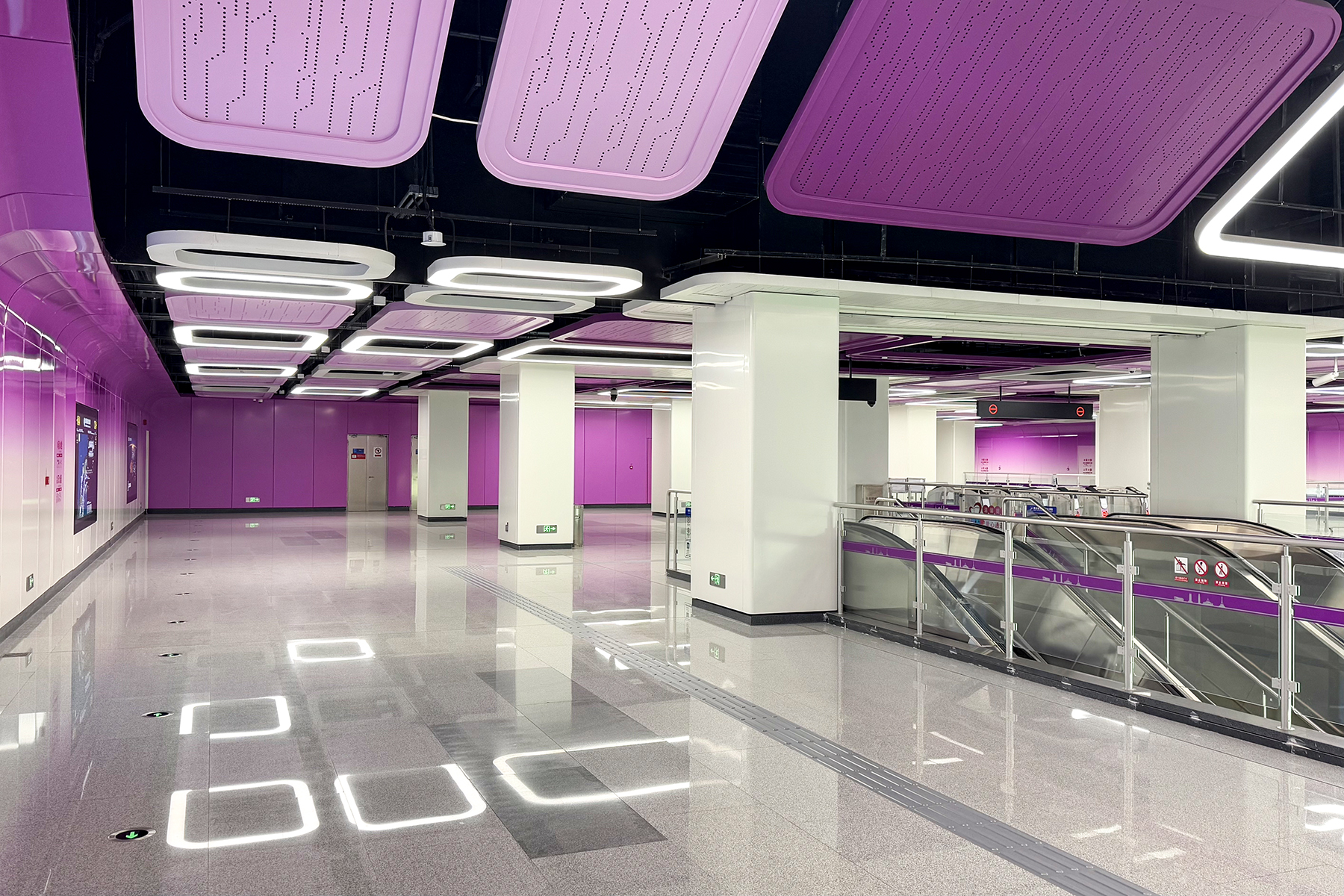
站厅

### 站台
金融岛西站的B2层设一座岛式站台，呈南北向布置，安装有高站台门。西侧站台面由6号线下行（贾峪方向）列车使用，东侧站台面由6号线上行（清华附中方向）列车使用。在站台北端设有卫生间和母婴室。

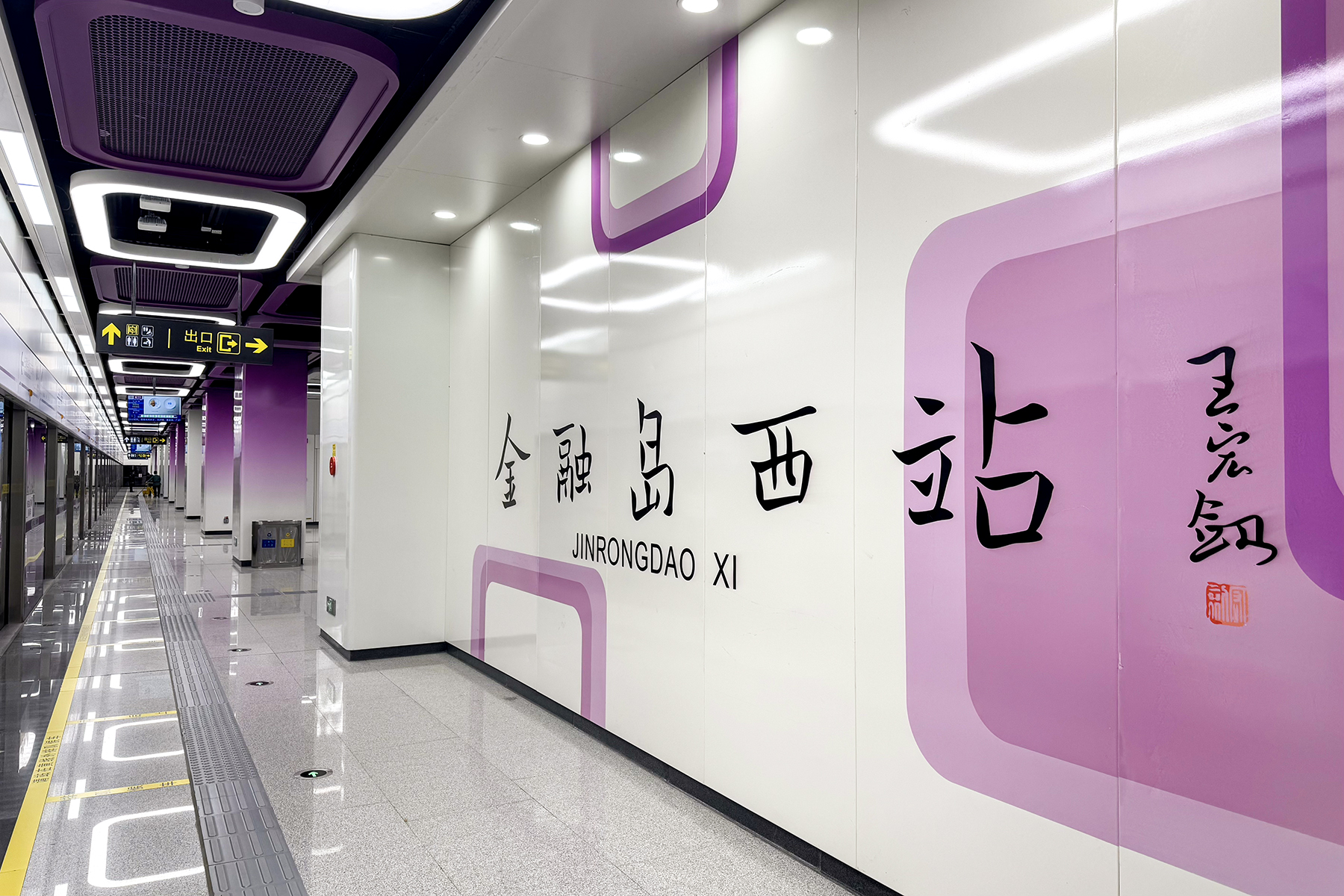
站台
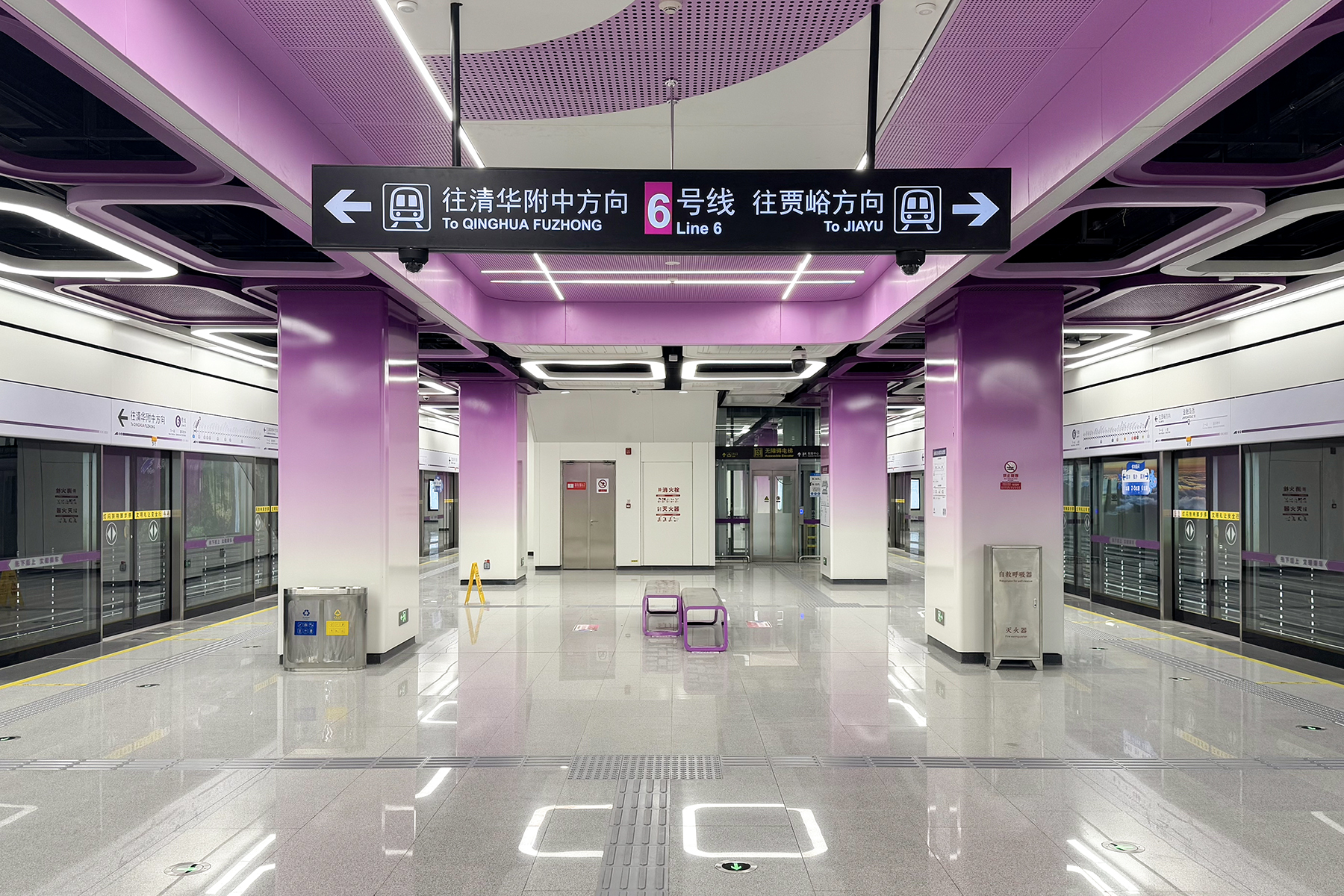
站台

### 出入口
金融岛西站目前开通A、C两个出入口，连接地面和站厅非付费区，其中A口在南侧，C口在北侧，C口设无障碍电梯。该站已开通各出入口信息如下表。
| 编号                | 指示                 | 接驳交通 | 图片 |
| ------------------- | -------------------- | -------- | ---- |
|                     | 金融岛中环路（西南） |          |      |
|                     | 金融岛中环路（西北） |          |      |
| 注： 设有无障碍电梯 |                      |          |      |

## 历史
金融岛西站由郑州一建集团承建，于2024年11月30日随6号线一期东北段的开通而启用。